# 無精子症
無精子症（むせいししょう、英: azoospermia）は、雄の精液中に精子を観察できない状態を指す。無精液症とは異なる。無精子症は非常に低い受精率と関係する。成人男性の約1％が患っており、治療が必要である。精子数が1mLあたり10万個未満であり、顕微鏡視野中にほとんど確認できない場合は、不定型無精子症（英: cryptozoospermia）と呼ばれる。

## 分類
無精子症は2つの型に分類される。

### 閉塞性無精子症
精子は形成されるが、物理的閉塞により精液との合流ができない状態。

### 非閉塞性無精子症
高プロラクチン血症の結果として、精子形成に問題がある状態。

## 原因
無精子症はアンドロゲン製剤およびコルチコステロイドの副作用として報告されている。それらは視床下部における性腺刺激ホルモン放出ホルモン（GnRH）の放出を抑制し、その結果として卵胞刺激ホルモン（FSH）の放出を抑制し、雄の無精子症や雌の無月経を引き起こす。
無精子症は輸精管の形成不全のために嚢胞性線維症の症候として先天的に出現することもある。

## 治療法
非閉塞性無精子症の場合、従来、不妊治療は第三者の精子を使うしかないとされてきたが、現在は前期精子細胞を精巣から採取して体外受精を安定的に成功させることができるようになった。